# Charity Ngilu
Charity ngilu Kaluki, née en 1952, est une femme politique kényane. Elle rentre dans la vie politique kényane en 1992. Elle est candidate à la présidence du Kenya en 1997, ministre de la santé à partir de 2003 et jusqu'en 2007, puis nommée dans différents ministères jusqu'en 2015. Elle est aussi Gouverneure du Comté de Kitui du 8 août 2017 au 25 août 2022.

## Biographie
Charity Ngilu est née à Mbooni, district de Makueni, le 28 janvier 1952, au sein d'une fratrie de 13 enfants. Elle effectue sa scolarité secondaire dans un lycée de jeune fille, l'Alliance Girls High School, à Kikuyu, prolonge ses études au Kenya Institute of Administration, puis travaille comme assistante de direction dans un établissement financier de Nairobi, avant de devenir entrepreneuse, directrice d'une usine d'extrusion de matières plastiques.
Lors des premières élections multi-parties organisées au Kenya en 1992, elle décide d'être candidate pour le Parti démocrate, et surprend en remportant la circonscription de Kitui. Lors des élections générales de décembre 1997, elle se présente à la présidence et, avec Wangari Maathai, elle devient la première candidate présidentielle féminine au Kenya. Ngilu représenta alors le Parti social-démocrate (Social Democratic Party) du Kenya. Sa candidature fait initialement sourire jusqu'à son mari. Elle réussit à créer une dynamique sur sa candidature, en six mois de campagne, micro en main, debout à l'arrière d'une camionnette, sillonnant les marchés. Elle se rend notamment auprès des victimes de violences ethniques de la côte, auprès des étudiants qui réclament une réforme du système électoral, et dans le pays kamba, la province orientale dont elle est originaire. Elle  termine cinquième, dans une élection marquée par des violences et dont elle dénonce quelques irrégularités, trouvant ainsi dans un bureau de vote des paquets de bulletins non livrés et des cartes d'électeurs à moitié carbonisées.
Plus tard, elle rejoint le Parti national du Kenya. Lors des élections générales de décembre 2002, son parti s'allie à d'autres formations au sein d'une coalition, la National Rainbow Coalition (NARC). Cette coalition remporte les élections, portant à la présidence son candidat, Mwai Kibaki et celui-ci la nomme ministre de la Santé lorsqu'il présente son gouvernement le 3 janvier 2003. Elle incarne alors un certain renouvellement de la classe politique. Elle devient également présidente de la NARC. Mais le départ du Liberal Democratic Party de cette coalition provoque la reconstitution d'une nouvelle coalition appelée NARC-Kenya, dont elle n'est plus présidente et qui de fait représente la force politique au pouvoir. Entre 2003 et 2007 elle se montre hésitante pour se repositionner dans ce contexte de recomposition du jeu politique. Mais dans le même temps, elle est mobilisée comme ministre de la santé contre les épidémies endémiques de fièvre de la vallée du Rift, notamment in 2006 et début 2007 où une grande campagne de vaccination et une interdiction des mouvements de bétail s'avèrent nécessaires. Elle se démène également pour lancer des programmes d'actions contre le sida (dont les nouvelles infections touchent à 80 % les filles et les jeunes femmes), la tuberculose et le paludisme. Le 1er juillet 2006, son mari, Michael Mwendwa Kaluki, décède  en Afrique du Sud. Le 2 août 2007, elle est arrêtée avant d'être libérée sous caution, accusée d'avoir aidé un manifestant à échapper à la police, alors qu'elle dit simplement l'avoir conduit à l’hôpital puisqu'il avait manifestement besoin de soins,. Le 3 août, la Haute Cour de Nairobi statue sur ce sujet en déclarant son arrestation illégale,. 
Le 5 octobre 2007, Ngilu annonce son soutien au Mouvement démocratique orange (Orange Democratic Movement) et à son candidat à la présidence, Raila Odinga, lors des élections générales de 2007,,. Elle est renvoyée du gouvernement, à cause de cette prise de position, le 6 octobre,. Elle est  réélue à son siège de Kitui aux élections législatives de décembre 2007. 
À la présidentielle, Mwai Kibaki est déclaré vainqueur, mais ce résultat est contesté, et des violences postélectorales éclatent. La crise est finalement  résolue par un accord de partage du pouvoir,, et dans le grand cabinet de coalition nommé le 13 avril 2008 et assermenté le 17 avril, elle est nommée ministre de l'Eau et de l'Irrigation. Elle quitte ce gouvernement en 2015, après avoir pris en charge la question de l'Aménagement du territoire. 
Elle devient Gouverneure du Comté de Kitui du 8 août 2017 au 25 août 2022. Un moment remis en cause, en raison de soupçons de malversations électorales, le résultat de cette élection est finalement confirmé,.